# Fürstenau (Alemanha)
Fürstenau é uma cidade da Alemanha localizada no distrito de Osnabrück, estado da Baixa Saxônia.
É membro e sede do Samtgemeinde de Fürstenau.